# Janko Šanda
Janko Šanda, slovenski duhovnik, pesnik in literarni kritik, *20. december 1870, Rogatec, Slovenija, † 21. maj 1927, Rogatec.

## Življenjepis
Po šolanju v domačem Rogatcu je obiskoval mariborsko gimnazijo, nato je študiral bogoslovje. Kot kaplan je služboval na Prihovi in v Makolah. Zaradi slabega zdravja je spremenil svoje življenjsko okolje. Sprva je živel v Ljubljani, Gradcu in nato na Dunaju, kjer je študiral filozofijo. Leta 1906 je diplomiral. Nato ga je življenjska pot vodila v Zagreb, zadnja leta pa je preživel v Rogatcu.
Njegov mlajši brat je bil Dragan Šanda, sicer tudi pesnik in slovstveni teoretik.

## Delo
Leta 1895 je v reviji Dom in svet objavil razpravo Plastika v pesništvu. Napisal je tudi več ocen iz slovenske in srbohrvaške književnosti, med njimi o Ivanu Tavčarju, Etbinu Kristanu, Otonu Župančiču, Ivanu Cankarju. Leta 1909 je v Zagrebu spesnil in izdal povest v 15 spevih Lazarić Landarski, med letoma 1912–13 spevoigro v treh dejanjih Rozamunda. Njegova najpomembnejša pesnitev je ep v desetih spevih Kralj Samo. Slednjega je leta 1949 s popravki in dodatki priredil brat Dragan. Gre za najdaljši slovenski ep s kar 1 235 kiticami. Dodatno vrednost epa še posebej dvigujejo zgodovinska dejstva, katere je Janko Šanda podrobno preučil. Kljub duhovniškemu poklicu je avtor v epu vključil slovensko vero z mnogimi bogovi, praznovanji, ljudsko folkloro in mitološkimi motivi. Žal avtor celotne izdaje svoje pesnitve ni dočakal. Za časa njegovega življenja je tako izšel le prvi od desetih spevov. Preostalih devet spevov pa je ostalo v rokopisu. Celoten ep je bil še enkrat izdan leta 2011 (založba Amalietti & Amalietti).
1. 1 2  Istrapedia